# Mônica Hauck
Mônica Hauck Garcia (nascida em 11 de abril de 1979),[carece de fontes?] é uma empresária e palestrante brasileira, cofundadora e CEO da Sólides, uma plataforma de tecnologia de recursos humanos. Sua trajetória destaca-se por contribuições ao empreendedorismo feminino e à inovação em gestão de pessoas no Brasil.

## Formação e início da carreira
Mônica Hauck nasceu em Belo Horizonte, Minas Gerais.[carece de fontes?] Informações sobre sua formação acadêmica e trajetória profissional inicial não estão amplamente documentadas em fontes públicas. Antes de fundar a Sólides, atuou em iniciativas ligadas ao empreendedorismo e tecnologia, mas detalhes específicos requerem verificação.[carece de fontes?]

## Carreira
Mônica é CEO e cofundadora da Sólides, uma plataforma SaaS que utiliza inteligência artificial para soluções em gestão de pessoas. A empresa atende mais de 40.000 organizações, gerenciando cerca de 3 milhões de colaboradores e processando mais de 15 milhões de currículos anualmente por meio de seu sistema de rastreamento de candidatos (ATS).
Em 2022, Mônica liderou uma rodada de investimentos Série B, captando R$ 530 milhões (US$ 100 milhões), a maior já realizada por uma empresa de tecnologia de recursos humanos na América Latina, liderada pela Warburg Pincus. A Sólides tem se destacado por sua atuação junto a pequenas e médias empresas (PMEs), promovendo a transformação digital na gestão de talentos.
Mônica também é palestrante em eventos como o CONARH (2022), RD Summit (2018) e Startup Summit (2022), onde aborda temas como people analytics, inovação em recursos humanos e empreendedorismo. Sua presença na mídia inclui entrevistas para a Forbes Brasil, Folha de S.Paulo e Revista PEGN, onde compartilhou estratégias de escalabilidade e gestão.

## Reconhecimentos
Mônica Hauck foi destacada em diversas premiações por sua atuação no empreendedorismo e inovação. Em 2023, integrou a lista das 100 pessoas mais inovadoras da América Latina pela Bloomberg Línea. Entre 2021 e 2023, foi eleita Empreendedora do Ano pelo Top of Mind de RH. Em 2024, foi reconhecida pela Forbes Brasil na lista Pequenas Gigantes e pela Revista Encontro como uma das "Mineiros do Ano". Também participou do programa EY Entrepreneurial Winning Women e foi listada entre os 100 principais CEOs de startups do Brasil pela Distrito.

## Atuação como jurada e mentora
Mônica atua como jurada nos prêmios EY Entrepreneurial Winning Women e Empreendedor do Ano da EY. Além disso, é mentora na rede Endeavor, apoiando o crescimento de novos empreendedores.

## Vida pessoal
Não há informações detalhadas disponíveis sobre a vida pessoal de Mônica Hauck em fontes públicas. Ela reside em Belo Horizonte, onde também está sediada a Sólides.[carece de fontes?]